# Hoogeveen (Rijnwoude)
Pour les articles homonymes, voir Hoogeveen (homonymie).
Hoogeveen, également Hoogeveen in Rijnland pour le distinguer de son homonyme de l'actuelle commune de Pijnacker-Nootdorp, est une ancienne commune néerlandaise de la Hollande-Méridionale.

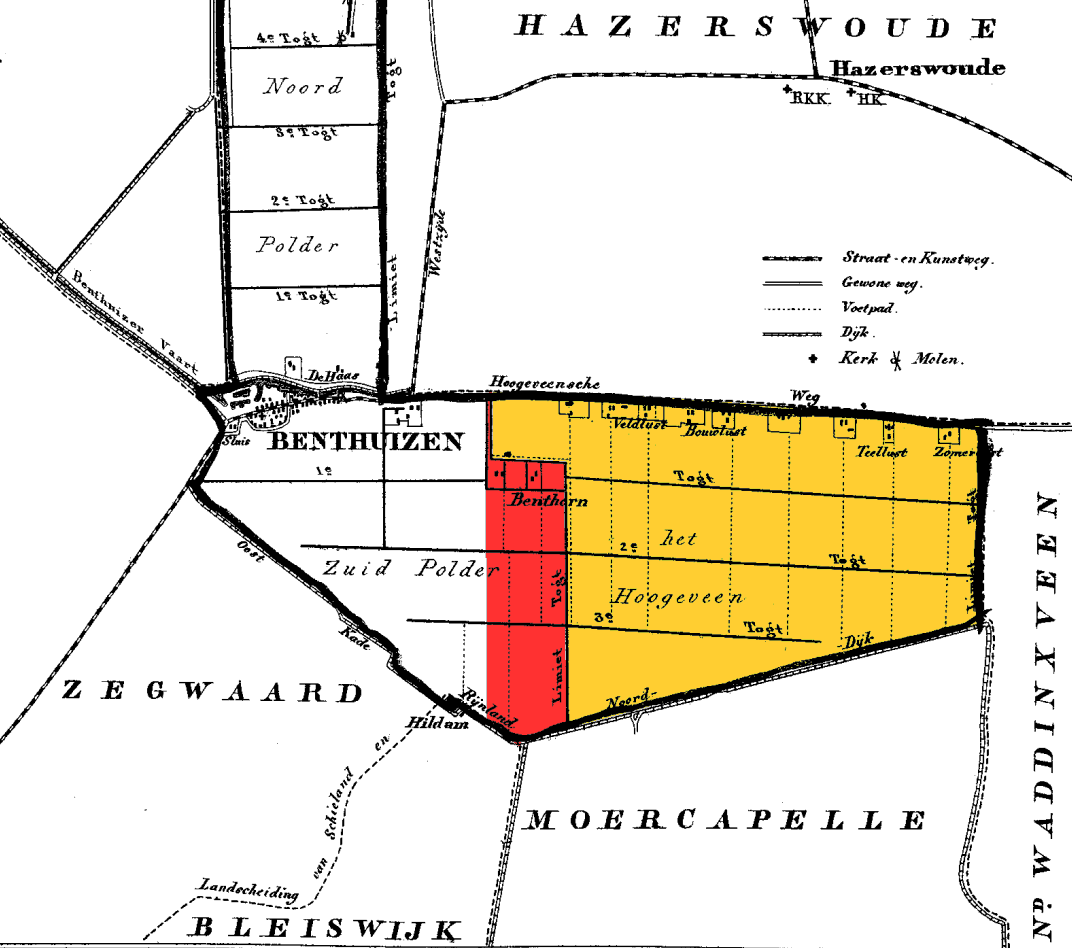
Commune de Benthuizen en 1868 ; Hoogeveen figure en jaune

De 1812 à 1817, la commune est rattachée à Hazerswoude. En 1855, la commune est définitivement supprimée et rattachée à Benthuizen. De nos jours, son territoire est intégré dans la commune d'Alphen-sur-le-Rhin. Il reste un hameau, épelé Hogeveen.
En 1840, la commune comptait 10 maisons et 87 habitants.